# Фторид марганца(II)
 Марганца(II) фторид— неорганическая соль марганца и плавиковой кислоты,
образует слабо-розовые кристаллы.

## Физические свойства
Представляет собой тугоплавкий кристаллический порошок со структурой рутила.
Вещество растворяется в сильных кислотах при нагревании, плохо растворимо в воде (1,06 г в 100 г воды при температуре 20 °С), этаноле, диэтиловом эфире. Образует тетрагидрат.

## Химические свойства
- При нагревании на воздухе водный раствор окисляется:

{\displaystyle {\mathsf {6MnF_{2}+O_{2}+6H_{2}O\ {\xrightarrow {t}}\ Mn_{3}O_{4}+6HF\uparrow }}}
- При спекании со фторидами щелочных металлов образует трифтороманганаты(II):

{\displaystyle {\mathsf {MnF_{2}+NaF\ {\xrightarrow {t}}\ NaMnF_{3}}}}
- Фтором количественно переводится во фторид марганца(III) при 250 °С, во фторид марганца(IV) при 550 °С:

{\displaystyle {\mathsf {2MnF_{2}+F_{2}\ {\xrightarrow {250^{o}C}}\ 2MnF_{3}}}}
- Со фторидами ксенона образует фтороманганаты(IV):

{\displaystyle {\mathsf {MnF_{2}+2XeF_{2}\ {\xrightarrow {120^{o}C}}\ XeMnF_{6}+Xe\uparrow }}}
- Окисляется фторидом кобальта(III) до фторида марганца(III):

{\displaystyle {\mathsf {MnF_{2}+CoF_{3}\ {\xrightarrow {300^{o}C}}\ MnF_{3}+CoF_{2}}}}

## Получение
Образуется при разложении (NH4)2[MnF4] в атмосфере СО2 при 300 °С.
взаимодействием Mn c HF при температуре 600—800 °С.
{\displaystyle {\ce {Mn + 2HF -> MnF_2 + H_2 ^}}}

## Применение
Применяется как фторирующий агент и как антиферромагнитный материал.